# Montseny
Montseny település Spanyolországban, Barcelona tartományban. Lakosainak száma 380 fő (2024).

## Földrajza
Montseny Viladrau, Arbúcies, Fogars de Montclús, Sant Pere de Vilamajor, Tagamanent és El Brull községekkel határos.

## Népesség
A település lakosságának változását az alábbi diagram mutatja:
| Lakosok száma | 271  | 442  | 430  | 397  | 276  | 313  | 319  | 332  | 342  | 380  |
|               | 1717 | 1887 | 1936 | 1960 | 1986 | 2004 | 2009 | 2014 | 2019 | 2024 |